# Eagle Lake (Minnesota)
Eagle Lake es una ciudad ubicada en el condado de Blue Earth en el estado estadounidense de Minnesota. En el Censo de 2010 tenía una población de 2422 habitantes y una densidad poblacional de 579,39 personas por km².

## Geografía
Eagle Lake se encuentra ubicada en las coordenadas 44°9′44″N 93°53′1″O / 44.16222, -93.88361. Según la Oficina del Censo de los Estados Unidos, Eagle Lake tiene una superficie total de 4.18 km², de la cual 4.17 km² corresponden a tierra firme y (0.19%) 0.01 km² es agua.

## Demografía
Según el censo de 2010, había 2422 personas residiendo en Eagle Lake. La densidad de población era de 579,39 hab./km². De los 2422 habitantes, Eagle Lake estaba compuesto por el 95.5% blancos, el 1.36% eran afroamericanos, el 0.29% eran amerindios, el 0.78% eran asiáticos, el 0% eran isleños del Pacífico, el 0.58% eran de otras razas y el 1.49% pertenecían a dos o más razas. Del total de la población el 2.77% eran hispanos o latinos de cualquier raza.